# Dampierre-en-Graçay
Dampierre-en-Graçay – miejscowość i gmina we Francji, w Regionie Centralnym, w departamencie Cher. Nazwa miejscowości pochodzi od imienia św. Piotra.
Według danych na rok 1990 gminę zamieszkiwało 271 osób, a gęstość zaludnienia wynosiła 29 osób/km² (wśród 1842 gmin Regionu Centralnego Dampierre-en-Graçay plasuje się na 870. miejscu pod względem liczby ludności, natomiast pod względem powierzchni na miejscu 1183.).